# جیمز آلن (خبرنگار)
جیمز آلن (انگلیسی: James Allen؛ زادهٔ ۵ نوامبر ۱۹۶۶ در لیورپول) مفسر و خبرنگار تلویزیونی سابق اهل بریتانیا است که اکنون رئیس شبکه موتوراسپورت است. او از سال ۲۰۰۰ تا ۲۰۰۸ در آی‌تی‌وی، و متعاقباً در بی‌بی‌سی رادیو ۵ لایو به‌عنوان مفسر مسابقات فرمول یک، و پس از آن در سمت خبرنگار فرمول یک در بی‌بی‌سی و فایننشیال تایمز، و به‌عنوان مجری در شبکهٔ ۱۰ اسپورت در استرالیا فعالیت کرده‌است.